# Phân ly (hóa học)
Trong hóa học và hóa sinh, phân ly (tiếng Anh: dissociation) là một quá trình mà các phân tử (hoặc hợp chất ion như muối hoặc phức chất) tách ra hoặc phân chia thành các hạt nhỏ hơn như nguyên tử, ion hoặc gốc tự do, thường theo phản ứng thuận nghịch. Ví dụ, khi một acid hòa tan trong nước, một liên kết cộng hóa trị giữa một nguyên tử có độ âm điện và một nguyên tử hydro bị phá vỡ bởi heterolytic fission, tạo ra một proton (H+) và một ion âm. Phân ly là quá trình ngược của kết hợp (tiếng Anh: association).

## Hằng số phân ly
Cho một phản ứng phân ly thuận nghịch trong một trạng thái cân bằng hóa học:
AB ⇌ A + B
Hằng số phân ly Ka  là tỷ lệ của hợp chất phân ly so với lượng hợp chất chưa phân ly:
{\displaystyle K_{a}=\mathrm {\frac {[A][B]}{[AB]}} }
Ở đó các khung biểu thị nồng độ cân bằng của các chất tương ứng.

## Độ điện ly
Độ điện ly là tỷ số giữa của lượng phân tử bị phân ly với lượng phân tử trong chất tan. Chính xác hơn, độ điện ly đề cập đến số mol chất tan bị phân ly thành ion hoặc gốc tự do trên mỗi mol dung dịch ban đầu. Tham số này thường được biểu thị bằng ký hiệu tiếng Hy Lạp{\displaystyle \ alpha} (α). Trong trường hợp hợp chất là acid và base mạnh, mức độ phân ly sẽ gần bằng 1. Trong trường hợp hợp chất là acid và base yếu hơn thì sẽ có mức độ phân ly thấp hơn. Tham số này còn có thể dùng để tính hệ số van 't Hoff (ký hiệu: {\displaystyle i}). Nếu chất tan phân ly thành {\displaystyle n} ion thì: 
{\displaystyle i=1+\alpha (n-1)}
Ví dụ, với phương trình phân ly sau:
{\displaystyle {\ce {KCl -> K+ + Cl-}}}
Với 2 ion được hình thành, {\displaystyle n=2}, và phương trình toán học liên hệ giữa hai tham số trở thành {\displaystyle i=1+\alpha }.